# Maurice Genevoix

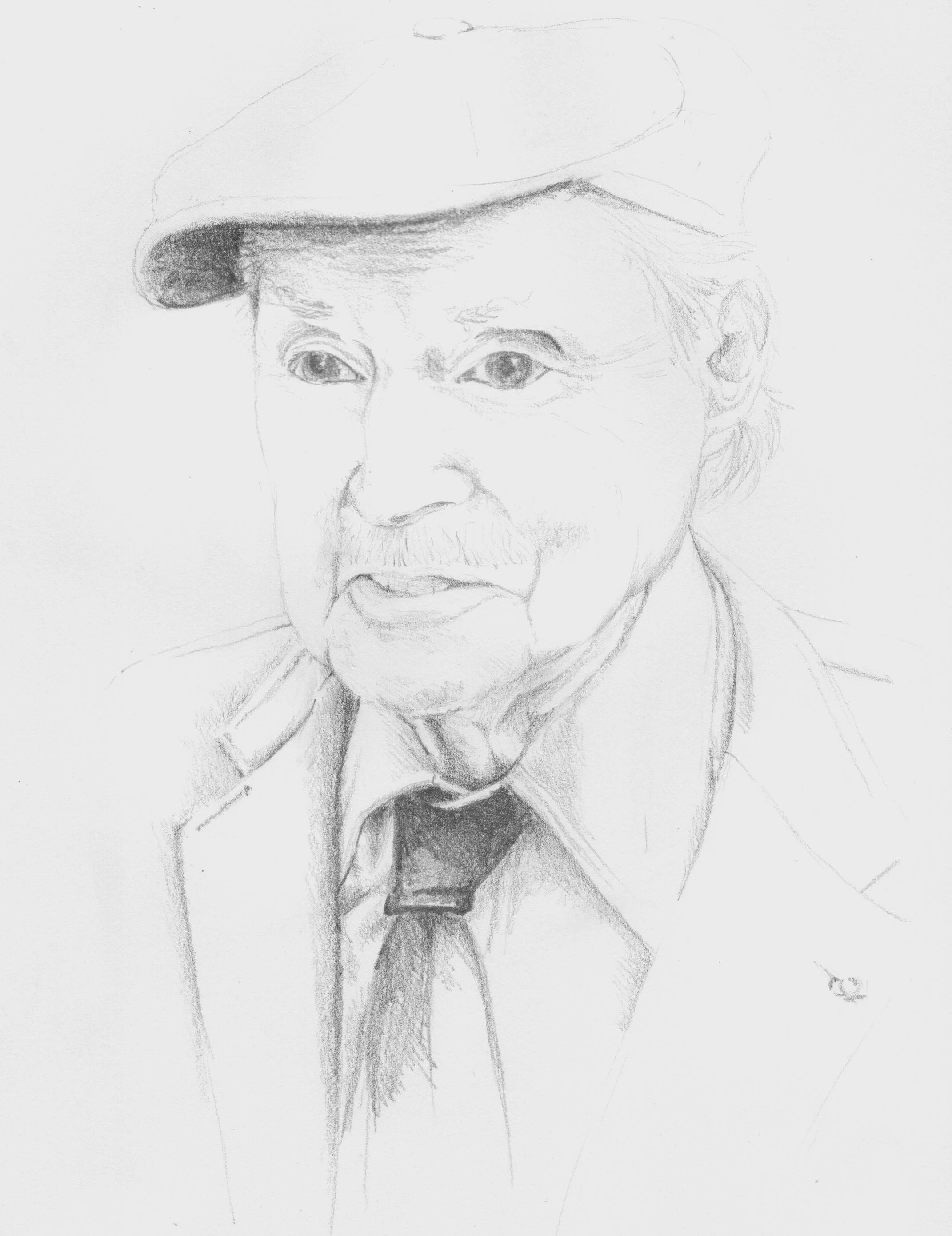
retrato a lápis de Genevoix

Maurice Genevoix (29 de novembro de 1890 – 8 de setembro de 1980) foi um francês autor.
Nascido em 29 de novembro de 1890 em Decize, Nièvre como Maurice-Charles-Louis-Genevoix, Genevoix passou sua infância em Châteauneuf-sur-Loire. Depois de frequentar a escola local, ele estudou no liceu de Orléans e o Liceu Lakanal. Genevoix foi aceito para a Ecole Normale Supérieure, sendo o primeiro em sua classe, mas logo foi mobilizado em I Guerra Mundial em 1914. Ele foi rapidamente promovido a tenente, mas foi gravemente ferido na Batalha do Marne , em 1914, e retornou a Paris. A batalha deixou uma profunda influência sobre ele, e ele escreveu a tetralogia Ceux de 14 (Os Homens de 1914), que trouxe-lhe o reconhecimento entre o público.
Ao redor de 1919, Genevoix contraído gripe espanhola, fazendo-o mover de volta para o Loire. Ele foi bastante prolífico durante seu tempo na area de Loire, ganhando um Prémio Blumenthal concedido pela  Fundação Florença Blumenthal para apoiá-lo como um escritor profissional. Foi esta bolsa que lhe permitiu continuar com algumas de suas obras mais célebres, Rémi des Rauches e Raboliot, a última, com o qual ganhou o Prémio Goncourt.
Em 1928, seu pai morreu, e Genevoix mudou-se para Vernelles em Loiret. Em torno deste tempo, Genevoix começa a viajar para o estrangeiro, para o Canadá, Escandinávia, México e África. O Canadá e a África eram muito admirados pelo escritor, o último dos quais ele dedicou um ensaio de 1949, "Afrique blanche, Afrique noire". Ele foi eleito para a Academia Francesa, em 24 de outubro de 1946 e foi formalmente empossado no ano seguinte. Em 1950, ele retornou a Paris, e se tornou o secretário da "Académie française", em 1958. Em 1970, Genevoix, que foi presidente do comitê de programa da rádio estatal francesa, começou uma série de televisão escritores franceses. Ele também foi oferecido o Grande Prémio Nacional de Letras. Ele faleceu em 8 de setembro de 1980.
A Académie française literária Prémio Maurice Genevoix é nomeada em sua homenagem.